# Ultraleichtfluggelände

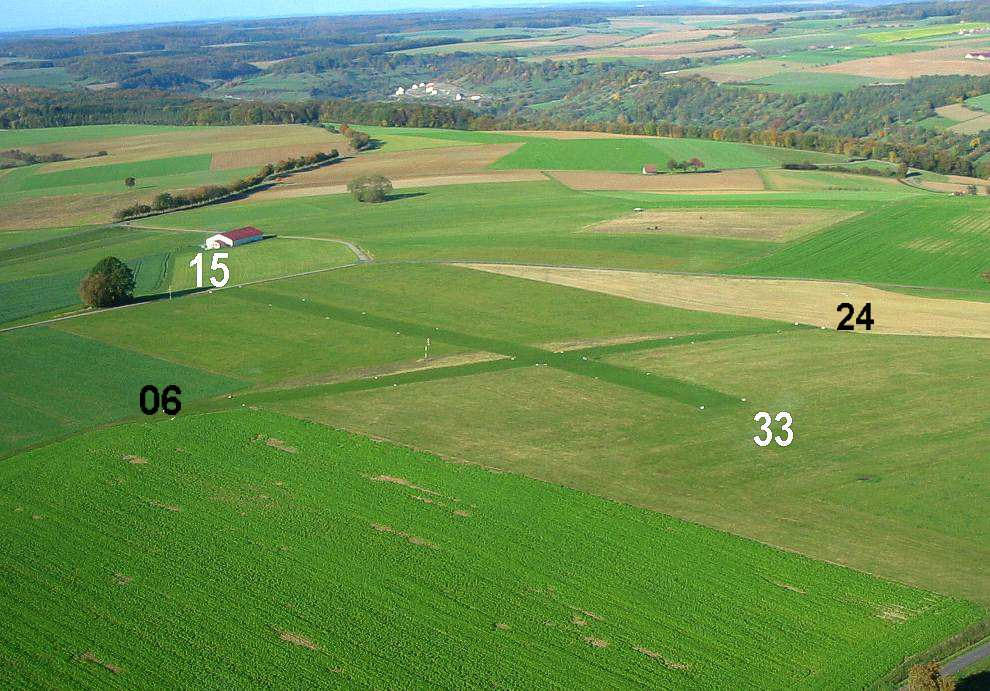
Das Ultraleichtfluggelände Hohebach. Die zwei gekreuzten Start- und Landebahnen sind 290 bzw. 230 m lang

Ultraleichtfluggelände sind speziell genehmigte Flugplätze, deren luftrechtliche Betriebsgenehmigung sich auf das Landen und Starten von Ultraleichtflugzeugen oder Luftsportgeräten beschränkt. Luftfahrzeuge anderer Klassen dürfen somit auf einem Ultraleichtfluggelände nur mit Sondergenehmigung verkehren. Ultraleichtfluggelände besitzen in Deutschland keinen ICAO-Code und unterliegen keiner Betriebspflicht. Meist werden sie von ortsansässigen Luftsportvereinen unterhalten und gepflegt.
Da Ultraleichtflugzeuge mit relativ kurzen Start- und Landestrecken auskommen, sind die Start- und Landebahnen auf Ultraleichtfluggeländen typischerweise zwischen 180 und 400 m lang. Da diese Bahnen außerdem in der Regel keinen festen Belag, sondern nur eine Grasnarbe besitzen, erfordern sie keine tiefgreifenden Eingriffe in die Natur. Meist genügt es, für eine vorhandene geeignete Wiese eine Betriebsgenehmigung zu erhalten; Baumaßnahmen am Untergrund fallen nur in sehr geringem Maß an.
In Deutschland sind Ultraleichtfluggelände luftrechtlich keine eigene Kategorie von Flugplätzen. Das deutsche Luftverkehrsgesetz unterscheidet in § 6 nur drei Arten von Flugplätzen: Flughäfen, Landeplätze und Segelfluggelände. Ultraleichtfluggelände werden in Deutschland im Normalfall als Sonderlandeplätze gemäß § 6 des Luftverkehrsgesetzes in Verbindung mit den §§ 49–53 der Luftverkehrs-Zulassungs-Ordnung genehmigt. Dabei ist die Betriebsgenehmigung auf Ultraleichtflugzeuge oder Luftsportgeräte eingeschränkt. Alternativ dazu kann ein Ultraleichtfluggelände über § 25 des Luftverkehrsgesetzes (Außenlande- und -startgenehmigung) genehmigt werden. Die Genehmigung gilt dann regelmäßig nur für den Halter des Geländes oder einen festgelegten Personenkreis. Nichtberechtigte Personen sind verpflichtet, vor der Benutzung eines solchen Ultraleichtfluggeländes sowohl eine Genehmigung des Platzhalters als auch der zuständigen Luftfahrtbehörde einzuholen. Ultraleichtfluggelände werden auf den deutschen ICAO-Karten mit einer anderen Symbolik eingezeichnet als Flughäfen, Landeplätze und Segelfluggelände.